# McLaren MP4-16
De McLaren MP4-16 was de Formule 1-auto van McLaren-Mercedes van 2001. De wagen was de opvolger van de McLaren MP4/15. De wagen was niet zo sterk als zijn voorloper. Er werd 4 keer gewonnen met de bolide, 2 keer door David Coulthard en 2 keer door Mika Häkkinen. McLaren eindigde 2e in het constructeurskampioenschap.

## Resultaten
| Resultaat                     |
| ----------------------------- |
| Winnaar                       |
| Tweede plaats                 |
| Derde plaats                  |
| Gefinisht (punten)            |
| Gefinisht (geen punten)       |
| Niet geklasseerd (NC)         |
| Uitgevallen (DNF)             |
| Niet gekwalificeerd (DNQ)     |
| Gediskwalificeerd (DSQ)       |
| Niet gestart (DNS)            |
| Gewond (INJ)                  |
| Uitgesloten (EX)              |
| Teruggetrokken (WD)           |
| Niet deelgenomen (blanco cel) |
| vetgedrukt (pole position)    |
| cursief (snelste ronde)       |

| Jaar | Chassis        | Motor                        | Banden | Coureurs        | 1   | 2   | 3   | 4   | 5   | 6   | 7   | 8   | 9   | 10  | 11  | 12  | 13  | 14  | 15  | 16  | 17  | Punten | WK-plaats |
| ---- | -------------- | ---------------------------- | ------ | --------------- | --- | --- | --- | --- | --- | --- | --- | --- | --- | --- | --- | --- | --- | --- | --- | --- | --- | ------ | --------- |
| 2001 | McLaren MP4-16 | Mercedes-Benz FO110K 3.0 V10 | B      |                 | AUS | MAL | BRA | SMR | SPA | OOS | MON | CAN | EUR | FRA | GBR | DUI | HON | BEL | ITA | USA | JPN | 102    | Zilver    |
| 2001 | McLaren MP4-16 | Mercedes-Benz FO110K 3.0 V10 | B      | Mika Häkkinen   | DNF | 6   | DNF | 4   | 9   | DNF | DNF | 3   | 6   | DNS | 1   | DNF | 5   | 4   | DNF | 1   | 4   | 102    | Zilver    |
| 2001 | McLaren MP4-16 | Mercedes-Benz FO110K 3.0 V10 | B      | David Coulthard | 2   | 3   | 1   | 2   | 5   | 1   | 5   | DNF | 3   | 4   | DNF | DNF | 3   | 2   | DNF | 3   | 3   | 102    | Zilver    |
| Jaar | Chassis        | Motor                        | Banden | Coureurs        | 1   | 2   | 3   | 4   | 5   | 6   | 7   | 8   | 9   | 10  | 11  | 12  | 13  | 14  | 15  | 16  | 17  | Punten | WK-plaats |

### Eindstand coureurskampioenschap
- David Coulthard: 2e (65pnt)
- Mika Häkkinen: 5e (37pnt)